# Хан-Магомедов, Селим Омарович
Сели́м Ома́рович Ха́н-Магоме́дов (9 января 1928, Москва, СССР — 3 мая 2011, Москва, Российская Федерация) — советский и российский искусствовед, исследователь архитектуры русского авангарда и архитектуры народов Дагестана. Заслуженный архитектор Российской Федерации (1992). Заслуженный деятель науки Дагестана. Кандидат архитектуры (1954), доктор искусствоведения (1968). Почётный член Российской академии художеств. Академик Российской академии архитектуры и строительных наук и Международной академии архитектуры в Москве. Двукратный лауреат Государственной премии в области архитектуры (1996 и 2002 гг.). Кавалер Ордена Дружбы (2003).

## Семья
Родился в семье военного инженера Омара Курбановича Хан-Магомедова, уроженца селения Кондик Дагестана, табасаранца, выпускника Тимирязевской академии. Дед — Гаджи-Курбан Хан-Магомедов (1877—1938), российский офицер, арестован в 1937 году, расстрелян в 1938 году, посмертно реабилитирован. Дядя по отцу — лингвист, кавказовед Бейдуллах Ханмагомедов.
Мать — Клавдия Васильевна Махова, русская, уроженка села Вишенки Суздальского уезда, педагог дошкольного образования, написала книгу «Просто счастье», в которой описывает историю воспитания своих родных детей.
Старший брат известного литературоведа, писательницы и общественного деятеля Мариэтты Чудаковой. Другая сестра — Инна Омаровна Мишина (род. 1942) — директор Московского музея Булгакова в «Нехорошей квартире».

## Тематика работ
В 1954 году защитил диссертацию на соискание учёной степени кандидата архитектуры по теме «Архитектура лезгинского жилого дома».
В 1968 году защитил диссертацию на соискание учёной степени доктора искусствоведения по теме «Архитектура Южного Дагестана V—XIX вв.».
Круг научных интересов С. О. Хан-Магомедова можно условно разделить на две большие части: исследование архитектуры народов Дагестана (агулов, лакцев, лезгин, рутульцев, табасаран, цахуров и других народностей) и истории советского авангарда 1920—1930 годов.

### История архитектуры Дагестана
Селим Хан-Магомедов выявил, исследовал, обмерил и впервые ввел в научный обиход более 1000 памятников дагестанской архитектуры, расположенных в 130 горных аулах. Им опубликованы монографии: «Народная архитектура Южного Дагестана», «Лезгинское народное зодчество», «Дербент. Горная стена. Аулы Табасарана», «Рутульская архитектура», «Цахурская архитектура», «Дагестанские лабиринты», «Агульская архитектура», «Дагбары и Дербентская крепость», «Лакская архитектура» и другие.

### История советского авангарда
Селим Омарович являлся одним из крупнейших исследователей истории русского авангарда начала XX века. Лично им было изучено около 150 личных архивов архитекторов, художников, дизайнеров и скульпторов этой эпохи. В работах Хан-Магомедова приводится множество неизвестных ранее фактов, оценок творчества представителей различных течений русского авангарда. С. О. Хан-Магомедовым написано более 450 научных трудов, среди которых монографии, брошюры, статьи, в том числе изданные за рубежом. Среди написанных им монографий можно выделить следующие: «Пионеры советской архитектуры», «Дом-мастерская архитектора Константина Мельникова», «Пионеры советского дизайна», «Рационализм», «ВХУТЕМАС-ВХУТЕИН», «Архитектура советского авангарда», «Сто шедевров советского архитектурного авангарда», «Конструктивизм — концепция формообразования», «Рационализм (Рацио-архитектура)», «Супрематизм и архитектурный авангард». Много раз публиковал свои материалы в журнале «Декоративное искусство СССР».
Под авторством С. Хан-Магомедова вышли монографии о творчестве крупнейших архитекторов русского авангарда Константина Мельникова, Александра Веснина, Николая Ладовского, Александра Родченко, Моисея Гинзбурга, Ивана Леонидова, Генриха Людвига, Ильи Голосова.
Хан-Магомедов неоднократно высказывался по вопросам сохранения советского культурного наследия, исчезающего в последнее время в Москве.
Умер 3 мая 2011 года, урна с прахом захоронена на Востряковском кладбище.

## Цитаты
Григорий Ревзин, 2011:
Он сам обошёл больше 150 семей тех, кто составлял когда-то, в 20-е годы, русский архитектурный авангард, обследовал архивы, записал интервью и издал почти сотню книг о них. «Это были очень разные люди, иногда очень испуганные, вдовы, дети, племянники. Иногда они боялись. Но я говорил им, вы прятали это десятки лет, на дачах, в антресолях, в подвалах, вы боялись, что вас арестуют, но вы хранили эти вещи. Зачем вы это хранили? Вы ждали, что придёт день, когда это оценят. Сегодня этот день. Я пришёл». И они его слушали, и он писал и издавал книги. Зимой. А летом он сам объездил 130 горных аулов и издал больше тысячи памятников Дагестана. В этих аулах не любят чужих. Но он приезжал и говорил, что они хранят дома своих предков сотни лет — затем, чтобы люди о них помнили и знали о них. Они ждали дня, когда придёт человек и расскажет им, что они хранили. Потому что была слава Дагестана, и должен быть тот, кто расскажет об этой славе. И этот человек приходил, и это был он.
Александр Лаврентьев, 2008:
В 70-е годы немногие отваживались писать о художниках авангарда, которых считали формалистами. Книгу о Мавзолее Ленина он превратил в описание характерных авангардных течений 20-х годов. Здесь были репродукции проектов Татлина, Леонидова, Крутикова и Ладовского.
Сергей Серов, 2011:
Согласно концепции С. О. Хан-Магомедова, художественная система авангарда — это принципиально новая парадигма в развитии визуальной культуры, которая шагнёт в третье тысячелетие и по историческому масштабу будет сопоставима с классической ордерной системой. Одно несомненно: его собственным трудам по истории и теории архитектуры и дизайна, несомненно, принадлежит именно такое будущее.